# El Molino, San Francisco de Conchos
El Molino är en ort i Mexiko.   Den ligger i kommunen San Francisco de Conchos och delstaten Chihuahua, i den nordvästra delen av landet, 1 100 km nordväst om huvudstaden Mexico City. El Molino ligger 1 245 meter över havet och antalet invånare är 158.
Terrängen runt El Molino är huvudsakligen platt. El Molino ligger nere i en dal. Runt El Molino är det mycket glesbefolkat, med 3 invånare per kvadratkilometer. Närmaste större samhälle är Ciudad Camargo, 15,8 km nordost om El Molino. Omgivningarna runt El Molino är i huvudsak ett öppet busklandskap.